# Qujiang (socken i Kina)
Qujiang (kinesiska: 曲江乡, 曲江) är en socken i Kina. Den ligger i provinsen Sichuan, i den sydvästra delen av landet, omkring 72 kilometer söder om provinshuvudstaden Chengdu. Antalet invånare är 15 716. Befolkningen består av 7 805 kvinnor och 7 911 män. Barn under 15 år utgör 18,0 %, vuxna 15-64 år 64 %, och äldre över 65 år 16,0 %.
Genomsnittlig årsnederbörd är 1 348 millimeter. Den regnigaste månaden är juli, med i genomsnitt 306 mm nederbörd, och den torraste är december, med 13 mm nederbörd.